# I liga argentyńska w piłce nożnej (1912)
W roku 1912 Argentyna miała pierwszy raz w swej historii dwóch mistrzów w rozgrywkach organizowanych przez dwie konkurencyjne federacje piłkarskie.
Mistrzem Argentyny w ramach rozgrywek organizowanych przez starą, uznawaną przez FIFA federację piłkarską Asociación Argentina de Football został klub Quilmes Athletic Buenos Aires, natomiast tytuł wicemistrza Argentyny zdobył klub San Isidro Buenos Aires.
Mistrzem Argentyny w ramach rozgrywek organizowanych przez nową federację piłkarską Federación Argentina de Football został klub Porteño Buenos Aires, natomiast tytuł wicemistrza Argentyny zdobył klub Independiente.

## Primera División - Asociación Argentina de Football
Mistrzem Argentyny w roku 1912 w ramach rozgrywek organizowanych przez federację piłkarską Asociación Argentina de Football został klub Quilmes Athletic Buenos Aires, natomiast tytuł wicemistrza Argentyny zdobył klub San Isidro Buenos Aires.
Z rozgrywek wycofał się klub Alumni AC. W czerwcu z federacji wystąpiły kluby Porteño Buenos Aires, Gimnasia y Esgrima Buenos Aires oraz Estudiantes La Plata i założyły nową federację - Federación Argentina de Football, która natychmiast zorganizowała konkurencyjną ligę. Mecze z udziałem wszystkich tych drużyn anulowano.
Przed następnym sezonem liga powiększona została z 6 do 15 klubów, gdyż nikt nie spadł i awansowało do ligi 9 klubów - Boca Juniors, CA Platense, Estudiantil Porteño Buenos Aires, CA Banfield, Comercio, Ferro Carril Oeste, Ferrocarril Sud, Olivos oraz Riachuelo.

### Kolejka 1
| Data             | Mecz |
| ---------------- | --- |
| 14 kwietnia 1912 | CA Estudiantes - Alumni AC walkower dla Estudiantes klub Alumni AC wycofał się - 28 kwietnia 1912 roku mecz anulowano |
| 14 kwietnia 1912 | Racing Club de Avellaneda - Belgrano AC 1:1                                                                           |
| 14 kwietnia 1912 | River Plate - Gimnasia y Esgrima Buenos Aires 1:1 17 lipca 1912 roku mecz został anulowany                            |
| 14 kwietnia 1912 | San Isidro Buenos Aires - Estudiantes La Plata 1:1 17 lipca 1912 roku mecz został anulowany                           |

### Kolejka 2
| Data             | Mecz |
| ---------------- | --- |
| 21 kwietnia 1912 | CA Estudiantes - Belgrano AC 3:4                                                                                    |
| 21 kwietnia 1912 | Racing Club de Avellaneda - Estudiantes La Plata 1:1 17 lipca 1912 roku mecz został anulowany                       |
| 21 kwietnia 1912 | River Plate - Porteño Buenos Aires 1:1 17 lipca 1912 roku mecz został anulowany                                     |
| 21 kwietnia 1912 | Quilmes Athletic Buenos Aires - Alumni AC walkower dla Quilmes Athletic 28 kwietnia 1912 roku mecz został anulowany |

### Kolejka 3
| Data             | Mecz |
| ---------------- | --- |
| 28 kwietnia 1912 | Porteño Buenos Aires - Quilmes Athletic Buenos Aires 2:1 mecz rozegrany został na stadionie klubu Independiente 17 lipca 1912 roku mecz anulowano |
| 28 kwietnia 1912 | Racing Club de Avellaneda - Alumni AC walkower dla Racing później mecz anulowano                                                                  |
| 28 kwietnia 1912 | San Isidro Buenos Aires - Gimnasia y Esgrima Buenos Aires 1:1 17 lipca 1912 roku mecz anulowano                                                   |

### Kolejka 4
| Data         | Mecz |
| ------------ | --- |
| 12 maja 1912 | Belgrano AC - San Isidro Buenos Aires 1:3 |
| 12 maja 1912 | Porteño Buenos Aires - Racing Club de Avellaneda 2:3 mecz rozegrany został na stadionie klubu Independiente 17 lipca 1912 roku mecz anulowano |
| 12 maja 1912 | Quilmes Athletic Buenos Aires - Estudiantes La Plata 3:1 17 lipca 1912 roku mecz anulowano                                                    |

### Kolejka 5
| Data         | Mecz                                                                                                  |
| ------------ | --- |
| 16 maja 1912 | CA Estudiantes - River Plate 3:0                                                                      |
| 16 maja 1912 | Belgrano AC - Porteño Buenos Aires 2:4                                                                |
| 16 maja 1912 | Quilmes Athletic Buenos Aires - Gimnasia y Esgrima Buenos Aires 1:1 17 lipca 1912 roku mecz anulowano |
| 16 maja 1912 | Racing Club de Avellaneda - San Isidro Buenos Aires 3:4 17 lipca 1912 roku mecz anulowano             |

### Kolejka 6
| Data         | Mecz                                                                                              |
| ------------ | ------------------------------------------------------------------------------------------------- |
| 19 maja 1912 | Estudiantes La Plata - CA Estudiantes 1:2 17 lipca 1912 roku mecz anulowano                       |
| 19 maja 1912 | Racing Club de Avellaneda - Gimnasia y Esgrima Buenos Aires 1:0 17 lipca 1912 roku mecz anulowano |
| 19 maja 1912 | River Plate - Quilmes Athletic Buenos Aires 0:1                                                   |
| 19 maja 1912 | San Isidro Buenos Aires - Porteño Buenos Aires 2:2 17 lipca 1912 roku mecz anulowano              |

### Kolejka 7
| Data         | Mecz                                                                     |
| ------------ | ------------------------------------------------------------------------ |
| 25 maja 1912 | Estudiantes La Plata - Belgrano AC 3:1 17 lipca 1912 roku mecz anulowano |

### Kolejka 8
| Data         | Mecz                                                      |
| ------------ | --------------------------------------------------------- |
| 26 maja 1912 | CA Estudiantes - Quilmes Athletic Buenos Aires 1:0        |
| 26 maja 1912 | San Isidro Buenos Aires - River Plate 2:1 ?, ? - Polimene |

### Podział w futbolu argentyńskim
Estudiantes La Plata, Gimnasia y Esgrima Buenos Aires i Porteño Buenos Aires opuściły federację Asociación Argentina de Football i założyły w czerwcu nową organizację - Federación Argentina de Football. Mecze z ich udziałem anulowano. Poniżej przedstawiona jest tabela ligi w momencie podziału.
| Poz | Klub                            | Mecze | Zw | Rem | Por | Pkt | BrZd | BrStr |
| --- | ------------------------------- | ----- | -- | --- | --- | --- | ---- | ----- |
| 1   | San Isidro Buenos Aires         | 6     | 3  | 3   | 0   | 9   | 13   | 9     |
| 2   | CA Estudiantes                  | 4     | 3  | 0   | 1   | 6   | 9    | 5     |
| 3   | Porteño Buenos Aires            | 5     | 2  | 2   | 1   | 6   | 11   | 9     |
| 4   | Racing Club de Avellaneda       | 5     | 2  | 2   | 1   | 6   | 9    | 8     |
| 5   | Quilmes Athletic Buenos Aires   | 5     | 2  | 1   | 2   | 5   | 6    | 5     |
| 6   | Estudiantes La Plata            | 5     | 1  | 2   | 2   | 4   | 7    | 8     |
| 7   | Gimnasia y Esgrima Buenos Aires | 4     | 0  | 3   | 1   | 3   | 3    | 4     |
| 8   | Belgrano AC                     | 5     | 1  | 1   | 3   | 3   | 9    | 14    |
| 9   | River Plate                     | 5     | 0  | 2   | 3   | 2   | 3    | 8     |

### Kolejka 9
| Data          | Mecz                                                                 |
| ------------- | -------------------------------------------------------------------- |
| 14 lipca 1912 | Racing Club de Avellaneda - River Plate 2:2 ?, ? - Badaracco, Penney |

### Kolejka 10
| Data          | Mecz                                                    |
| ------------- | ------------------------------------------------------- |
| 21 lipca 1912 | Belgrano AC - Quilmes Athletic Buenos Aires 2:3         |
| 21 lipca 1912 | River Plate - CA Estudiantes 2:1 Bergoveng, Penney - ?  |
| 21 lipca 1912 | San Isidro Buenos Aires - Racing Club de Avellaneda 1:2 |

### Kolejka 11
| Data          | Mecz |
| ------------- | --- |
| 28 lipca 1912 | Belgrano AC - CA Estudiantes 1:0                                                                            |
| 28 lipca 1912 | Quilmes Athletic Buenos Aires - Racing Club de Avellaneda 3:2 Juan Brown k, Cirilo Russ, Sydney Buck - ?, ? |
| 28 lipca 1912 | River Plate - San Isidro Buenos Aires 0:1                                                                   |

### Kolejka 12
| Data            | Mecz                                              |
| --------------- | ------------------------------------------------- |
| 4 sierpnia 1912 | River Plate - Racing Club de Avellaneda 1:0 Ameal |
| 4 sierpnia 1912 | San Isidro Buenos Aires - Belgrano AC 3:1         |

### Kolejka 13
| Data             | Mecz                                                         |
| ---------------- | ------------------------------------------------------------ |
| 18 sierpnia 1912 | Belgrano AC - River Plate 10:1                               |
| 18 sierpnia 1912 | Racing Club de Avellaneda - CA Estudiantes 6:1               |
| 18 sierpnia 1912 | Quilmes Athletic Buenos Aires - San Isidro Buenos Aires 11:0 |

### Kolejka 14
| Data             | Mecz                                                                                        |
| ---------------- | ------------------------------------------------------------------------------------------- |
| 22 września 1912 | Belgrano AC - Racing Club de Avellaneda 0:6 mecz rozegrany został na stadionie klubu Racing |
| 22 września 1912 | Quilmes Athletic Buenos Aires - River Plate 3:1 ?, ? - Ameal                                |
| 22 września 1912 | San Isidro Buenos Aires - CA Estudiantes 1:2                                                |

### Kolejka 15
| Data             | Mecz                                                                                                   |
| ---------------- | --- |
| 26 września 1912 | Quilmes Athletic Buenos Aires - Belgrano AC walkower dla Quilmes Athletic klub Belgrano AC wycofał się |

### Kolejka 16
| Data             | Mecz                                                        |
| ---------------- | ----------------------------------------------------------- |
| 29 września 1912 | CA Estudiantes - Racing Club de Avellaneda 3:2              |
| 29 września 1912 | San Isidro Buenos Aires - Quilmes Athletic Buenos Aires 1:1 |

### Kolejka 17
| Data                | Mecz                                                                            |
| ------------------- | ------------------------------------------------------------------------------- |
| 6 października 1912 | River Plate - Belgrano AC walkower dla River Plate klub Belgrano AC wycofał się |

### Kolejka 18
| Data                 | Mecz |
| -------------------- | --- |
| 13 października 1912 | Quilmes Athletic Buenos Aires - CA Estudiantes 2:1 (0:1) Bramki: 0:1 Susán 27, 1:1 Gabitas 78, 2:1 Weiss 83 Quilmes Athletic Club: C. F. Pearson - H. A. Lloyd, E. F. Lucas, H. Reid, C. P. Ross, E. A. Brown, J. A. Stanfield, W. Gabitas, S. R. Buck, E. P. Fenn, V. H. Weiss. Club Atlético Estudiantes: Scheneldewin - R. Lennie, C. Krieger, J. Stidson, I. Ivanisevich, E. Winns, J. M. Luperne, José Susán, A. Spinelli, A. Thompson, S. M. de la Barrera. |

### Kolejka 19
| Data                           | Mecz |
| ------------------------------ | --- |
| 3 listopada 1912 data niepewna | Racing Club de Avellaneda - Quilmes Athletic Buenos Aires walkower dla Racing klub Quilmes Athletic wycofał się |

### Kolejka 20
| Data              | Mecz |
| ----------------- | --- |
| 11 listopada 1912 | CA Estudiantes - San Isidro Buenos Aires kapitanowie obu drużyn zgodzili się, by zrezygnować z rozegrania meczu mecz miał być powtórzony 13 grudnia 1912 roku, jednak do powtórki nie doszło |

### Końcowa tabela sezonu 1912 ligi Asociación Argentina de Football
| Poz | Klub                          | Mecze | Zw | Rem | Por | Pkt | BrZd | BrStr |
| --- | ----------------------------- | ----- | -- | --- | --- | --- | ---- | ----- |
| 1   | Quilmes Athletic Buenos Aires | 10    | 7  | 1   | 2   | 15  | 24   | 8     |
| 2   | San Isidro Buenos Aires       | 9     | 5  | 1   | 3   | 11  | 16   | 22    |
| 3   | Racing Club de Avellaneda     | 10    | 4  | 2   | 4   | 10  | 24   | 16    |
| 4   | CA Estudiantes                | 9     | 4  | 0   | 5   | 8   | 15   | 18    |
| 5   | Belgrano AC                   | 10    | 3  | 1   | 6   | 7   | 20   | 20    |
| 6   | River Plate                   | 10    | 3  | 1   | 6   | 7   | 8    | 23    |

## Primera División - Federación Argentina de Football
W czerwcu 1912 roku kluby Porteño Buenos Aires, Gimnasia y Esgrima Buenos Aires oraz Estudiantes La Plata opuściły federację Asociación Argentina de Football i utworzyły nową organizację piłkarską Federación Argentina de Football. Nowa federacja wkrótce zorganizowała własne rozgrywki ligowe, w których obok trzech klubów-założycieli wzięło udział 5 innych klubów - Independiente, Argentino de CA Argentino de Quilmes, Atlanta Buenos Aires, Kimberley Buenos Aires oraz Sportiva Argentina Buenos Aires.
Pierwszym mistrzem Argentyny w ramach rozgrywek organizowanych przez nowo powstałą federację piłkarską Federación Argentina de Football został klub Porteño Buenos Aires, natomiast tytuł wicemistrza Argentyny zdobył klub Independiente. O tytule mistrza zadecydował baraż między dwoma najlepszymi klubami w tabeli. Według regulaminu dzięki lepszym bramkom klub Independiente zdobył mistrzostwo, ale zrezygnował z tytułu i zdecydował się na baraż. Przyczyną takiej decyzji było wysokie zwycięstwo w ostatnim meczu z Argentino de CA Argentino de Quilmes i możliwość różnego rodzaju podejrzeń z tym związanych. Z powodu opuszczenia przez zawodników klubu Independiente boiska przed czasem baraż walkowerem wygrał klub Porteño Buenos Aires i został pierwszym mistrzem Argentyny w ramach nowej federacji.
Z ligi nikt nie spadł, natomiast awansowały dwa kluby - Hispano Argentino Buenos Aires i CA Tigre. Liga zwiększyła się z 8 do 10 klubów.

### Kolejka 1
| Data          | Mecz                                                                                            |
| ------------- | ----------------------------------------------------------------------------------------------- |
| 14 lipca 1912 | Estudiantes La Plata - Atlanta Buenos Aires 2:1                                                 |
| 14 lipca 1912 | Gimnasia y Esgrima Buenos Aires - Argentino de CA Argentino de Quilmes 0:2 S. Smith, J. J. Pozo |
| 14 lipca 1912 | Independiente - Kimberley Buenos Aires 3:0                                                      |

### Kolejka 2
| Data          | Mecz |
| ------------- | --- |
| 21 lipca 1912 | Porteño Buenos Aires - Independiente 0:0 mecz rozegrany został na stadionie klubu Independiente                                                                       |
| 21 lipca 1912 | Estudiantes La Plata - Gimnasia y Esgrima Buenos Aires 1:2 |
| 21 lipca 1912 | Sportiva Argentina Buenos Aires - Atlanta Buenos Aires 1:4 |
| 21 lipca 1912 | Kimberley Buenos Aires - Argentino de CA Argentino de Quilmes 1:3 ? - S. Smith, P. Polimeni, J. J. Pozo mecz rozegrany został na stadionie klubu Argentino de Quilmes |

### Kolejka 3
| Data          | Mecz |
| ------------- | --- |
| 28 lipca 1912 | Argentino de CA Argentino de Quilmes - Independiente 1:3 mecz rozegrany został na stadionie klubu Estudiantes La Plata |
| 28 lipca 1912 | Porteño Buenos Aires - Atlanta Buenos Aires 0:1 mecz rozegrany został na stadionie klubu Independiente                 |
| 28 lipca 1912 | Sportiva Argentina Buenos Aires - Estudiantes La Plata 0:2                                                             |
| 28 lipca 1912 | Gimnasia y Esgrima Buenos Aires - Kimberley Buenos Aires 2:2                                                           |

### Kolejka 4
| Data             | Mecz |
| ---------------- | --- |
| 4 sierpnia 1912  | Estudiantes La Plata - Porteño Buenos Aires 1:1                                                               |
| 4 sierpnia [1912 | Independiente - Gimnasia y Esgrima Buenos Aires 3:1                                                           |
| 4 sierpnia 1912  | Kimberley Buenos Aires - Atlanta Buenos Aires 0:6 mecz rozegrany został na stadionie klubu Gimnasia y Esgrima |
| 4 sierpnia 1912  | Sportiva Argentina Buenos Aires - Argentino de CA Argentino de Quilmes 1:5 ? - R. Martínez (3), S. Smith (2)  |

### Kolejka 5
| Data             | Mecz |
| ---------------- | --- |
| 15 sierpnia 1912 | Atlanta Buenos Aires - Independiente 1:0 mecz rozegrany został na stadionie klubu Gimnasia y Esgrima                                           |
| 15 sierpnia 1912 | Estudiantes La Plata - Argentino de CA Argentino de Quilmes 2:2                                                                                |
| 15 sierpnia 1912 | Gimnasia y Esgrima Buenos Aires - Sportiva Argentina Buenos Aires 5:2 mecz rozegrany został na stadionie klubu Sportiva Argentina Buenos Aires |
| 15 sierpnia 1912 | Porteño Buenos Aires - Kimberley Buenos Aires 4:2 mecz rozegrany został na stadionie klubu Independiente                                       |

### Kolejka 6
| Data             | Mecz |
| ---------------- | --- |
| 18 sierpnia 1912 | Porteño Buenos Aires - Argentino de CA Argentino de Quilmes 6:1 mecz rozegrany został na stadionie klubu Independiente |
| 18 sierpnia 1912 | Sportiva Argentina Buenos Aires - Independiente 1:4                                                                    |

### Kolejka 7
| Data             | Mecz |
| ---------------- | --- |
| 25 sierpnia 1912 | Gimnasia y Esgrima Buenos Aires - Porteño Buenos Aires 1:1                                                                            |
| 25 sierpnia 1912 | Kimberley Buenos Aires - Sportiva Argentina Buenos Aires 5:0 mecz rozegrany został na stadionie klubu Sportiva Argentina Buenos Aires |
| 25 sierpnia 1912 | Argentino de CA Argentino de Quilmes - Atlanta Buenos Aires 4:0 S. Smith (3), M. Oliva                                                |
| 25 sierpnia 1912 | Independiente - Estudiantes La Plata 0:1                                                                                              |

### Kolejka 8
| Data             | Mecz |
| ---------------- | --- |
| 30 sierpnia 1912 | Atlanta Buenos Aires - Estudiantes La Plata 1:2 mecz rozegrany został na stadionie klubu Gimnasia y Esgrima                               |
| 30 sierpnia 1912 | Argentino de CA Argentino de Quilmes - Gimnasia y Esgrima Buenos Aires 2:2                                                                |
| 30 sierpnia 1912 | Kimberley Buenos Aires - Independiente 1:7 mecz rozegrany został na stadionie klubu Independiente                                         |
| 30 sierpnia 1912 | Porteño Buenos Aires - Sportiva Argentina Buenos Aires walkower dla Porteño Buenos Aires klub Sportiva Argentina Buenos Aires wycofał się |

### Kolejka 9
| Data             | Mecz |
| ---------------- | --- |
| 29 września 1912 | Gimnasia y Esgrima Buenos Aires - Estudiantes La Plata 1:0                                                                          |
| 29 września 1912 | Independiente - Porteño Buenos Aires 1:0                                                                                            |
| 29 września 1912 | Atlanta Buenos Aires - Sportiva Argentina Buenos Aires 2:0 mecz rozegrany został na stadionie klubu Sportiva Argentina Buenos Aires |
| 29 września 1912 | Argentino de CA Argentino de Quilmes - Kimberley Buenos Aires 7:1 P. Calomino (3), S. Smith (2), P. Polimeni, J. R. Pozo - ?        |

### Kolejka 10
| Data                | Mecz |
| ------------------- | --- |
| 6 października 1912 | Atlanta Buenos Aires - Porteño Buenos Aires 1:5                                                                          |
| 6 października 1912 | Estudiantes La Plata - Sportiva Argentina Buenos Aires 3:1                                                               |
| 6 października 1912 | Kimberley Buenos Aires - Gimnasia y Esgrima Buenos Aires 0:5 mecz rozegrany został na stadionie klubu Gimnasia y Esgrima |

### Kolejka 11
| Data                 | Mecz |
| -------------------- | --- |
| 13 października 1912 | Estudiantes La Plata - Kimberley Buenos Aires 3:1 |
| 13 października 1912 | Gimnasia y Esgrima Buenos Aires - Atlanta Buenos Aires 4:1                                                                                                |
| 13 października 1912 | Argentino de CA Argentino de Quilmes - Sportiva Argentina Buenos Aires walkower dla Argentino de Quilmes klub Sportiva Argentina Buenos Aires wycofał się |

### Kolejka 12
| Data                 | Mecz                                              |
| -------------------- | ------------------------------------------------- |
| 20 października 1912 | Atlanta Buenos Aires - Kimberley Buenos Aires 4:3 |

### Kolejka 13
| Data                 | Mecz |
| -------------------- | --- |
| 27 października 1912 | Argentino de CA Argentino de Quilmes - Porteño Buenos Aires 2:2                                               |
| 27 października 1912 | Independiente - Atlanta Buenos Aires 4:1                                                                      |
| 27 października 1912 | Kimberley Buenos Aires - Estudiantes La Plata 1:1 mecz rozegrany został na stadionie klubu Gimnasia y Esgrima |

### Kolejka 14
| Data             | Mecz |
| ---------------- | --- |
| 1 listopada 1912 | Porteño Buenos Aires - Estudiantes La Plata 1:0 |
| 1 listopada 1912 | Atlanta Buenos Aires - Argentino de CA Argentino de Quilmes 1:3 ? - J. R. Pozo, P. Calomino, P. Polimeni |
| 1 listopada 1912 | Sportiva Argentina Buenos Aires - Kimberley Buenos Aires walkower dla Kimberley klub Sportiva Argentina Buenos Aires wycofał się |
| 1 listopada 1912 | Gimnasia y Esgrima Buenos Aires - Independiente 3:3 |
| 1 listopada 1912 | W związku z wycofaniem z rozgrywek klubu Sportiva Argentina Buenos Aires pozostałe do rozegrania 3 mecze z udziałem tego klubu zweryfikowano na walkower dla przeciwników - czyli dla Independiente, Gimnasia y Esgrima Buenos Aires oraz Porteño Buenos Aires |

### Kolejka 15
| Data             | Mecz                                                                                   |
| ---------------- | -------------------------------------------------------------------------------------- |
| 3 listopada 1912 | Atlanta Buenos Aires - Gimnasia y Esgrima Buenos Aires walkower dla Gimnasia y Esgrima |

### Kolejka 16
| Data              | Mecz |
| ----------------- | --- |
| 10 listopada 1912 | Kimberley Buenos Aires - Porteño Buenos Aires 0:3 mecz rozegrany został na stadionie klubu Gimnasia y Esgrima |

### Kolejka 17
| Data              | Mecz |
| ----------------- | --- |
| 17 listopada 1912 | Estudiantes La Plata - Independiente 2:0                                                                          |
| 17 listopada 1912 | Porteño Buenos Aires - Gimnasia y Esgrima Buenos Aires 1:0 mecz rozegrany został na stadionie klubu Independiente |

### Kolejka 18
| Data           | Mecz                                                                                   |
| -------------- | -------------------------------------------------------------------------------------- |
| 1 grudnia 1912 | Argentino de CA Argentino de Quilmes - Estudiantes La Plata 2:3 G. Dannaher (2) - ?, ? |

### Kolejka 19
| Data           | Mecz                                                     |
| -------------- | -------------------------------------------------------- |
| 8 grudnia 1912 | Independiente - Argentino de CA Argentino de Quilmes 5:0 |

### Końcowa tabela sezonu 1912 ligi Federación Argentina de Football
| Poz | Klub                                 | Mecze | Zw | Rem | Por | Pkt | BrZd | BrStr |
| --- | ------------------------------------ | ----- | -- | --- | --- | --- | ---- | ----- |
| 1   | Porteño Buenos Aires                 | 14    | 8  | 4   | 2   | 20  | 24   | 10    |
| 2   | Independiente                        | 14    | 9  | 2   | 3   | 20  | 33   | 12    |
| 3   | Estudiantes La Plata                 | 14    | 8  | 3   | 3   | 19  | 23   | 14    |
| 4   | Gimnasia y Esgrima Buenos Aires      | 14    | 7  | 4   | 3   | 18  | 26   | 18    |
| 5   | Argentino de CA Argentino de Quilmes | 14    | 7  | 3   | 4   | 17  | 34   | 27    |
| 6   | Atlanta Buenos Aires                 | 14    | 6  | 0   | 8   | 12  | 24   | 28    |
| 7   | Kimberley Buenos Aires               | 14    | 2  | 2   | 10  | 6   | 17   | 48    |
| 8   | Sportiva Argentina Buenos Aires      | 14    | 0  | 0   | 14  | 0   | 6    | 30    |

Ze względu na średnią bramkową klub Independiente zapewnił sobie tytuł mistrza Argentyny, z którego jednak drużyna zrezygnowała by uniknąć spekulacji co do wysokiego zwycięstwa w ostatnim meczu z zespołem Argentino de CA Argentino de Quilmes. Drużyna Independiente zaproponowała mającemu identyczny dorobek punktowy klubowi Porteño Buenos Aires rozegranie decydującego meczu o tytuł mistrza Argentyny.
| Data            | Mecz |
| --------------- | --- |
| 22 grudnia 1912 | Porteño Buenos Aires - Independiente 1:1 Sędzia: Carlos Aertz Bramki: P. Rithner - Lloveras Club Atlético Porteño: J. J. Rithner - H. Viboud, R. González, V. Abadía, P. Rithner, B. Berisso, M. Genoud, A. Piaggio, A. Galup Lanús, A. Márquez, F. Ramos. CA Independiente: W. Peterson - J. Idiarte, L. Calneggia, M. Deluchi, E. Sande, A. Lanatta, Z. Canavery, B. Lloveras, J. Rodríguez, E. Colla, F. Roldán. Mecz został przerwany w 87 minucie, gdyż kilku piłkarzy Independiente zeszło z boiska na znak protestu po tym, jak sędzia nie uznał prawidłowo według nich zdobytej bramki 23 grudnia 1912 roku przyznano walkower drużynie Porteño Buenos Aires. |